# Helena García Melero
Helena García Melero (Barcelona, 19 de septiembre de 1968) es una periodista española que se ha destacado especialmente como presentadora de la televisión autonómica (TV3) de la comunidad autónoma de Cataluña. A lo largo de su trayectoria profesional, García Melero ha sido la cara visible de distintos programas en la televisión autonómica catalana TV3. Es conocida por presentar el magacín matinal Els Matins en la cadena autonómica catalana TV3, en la cual presentó el telediario (TN, telenotícies) durante largo tiempo. Además de ser la persona que publicitaba el teléfono 012 de la Generalidad de Cataluña.
Estaba casada con Joan Vehils (exmarido de la tenista Arantxa Sánchez Vicario), y tiene dos hijos.

## Biografía
Licenciada en Filosofía (UB, 1990) y en Ciencias de la Información (UAB, 1994), García Melero empezó a trabajar en Televisió de Catalunya con apenas 24 años y cuando todavía estaba cursando su licenciatura en la Facultad de Comunicación. Presentó diferentes ediciones de los Telenotícies de TV3 durante doce años (1992-2004), hasta que en abril de 2004 pasó a copresentar el nuevo magacín matinal de la cadena autonómica, Els matins, junto a Josep Cuní (2004-2007). Paralelamente, presentó el programa radiofónico de entrevistas Taula reservada, primero en Ràdio Estel (1996-1999) y posteriormente en Ràdio Barcelona de la Cadena SER (1999-2004).
En octubre de 2007 dejó Televisió de Catalunya para convertirse en directora de comunicación de El Periódico de Catalunya. Desempeñó el cargo durante un año, hasta noviembre de 2008, cuando regresó a TV3 para presentar Hora Q, un  late night show que se mantuvo cinco meses en antena, hasta abril de 2009. Coincidiendo con la baja por maternidad de García Melero, el programa fue retirado de la parrilla, tras haber cosechado discretos índices de audiencia.
En enero de 2010 inició una segunda etapa con Josep Cuní en Els matins, espacio líder de audiencia en las mañanas de Cataluña. Tras la marcha de Cuní, el verano de 2011, Melero condujo el segundo bloque del programa con Ariadna Oltra hasta 2015 cuando pasó a hacerse cargo del programa Divendres, sustituyendo al presentador Xavi Coral.

### Como docente
Desde 1996 imparte clases de Periodismo en la Universidad Ramon Llull y desde 2000 en la Universidad Internacional de Cataluña.

## Controversias
Helena García Melero ha sido, en algunas ocasiones, objeto de controversia al realizar declaraciones o gestos en favor del independentismo catalán en la emisión de la cadena de televisión pública catalana TV3. Durante el programa Tot es mou del 21 de diciembre de 2018, tras indicar "me voy a permitir una pequeña licencia", colocó una poinsetia amarilla encima de la mesa del programa, color icónico de la defensa del procedimiento jurídico de los líderes del independentismo y que en menos de una hora de programa fue retirada sin dar ninguna explicación al respecto. En otra ocasión, y también durante la emisión de Tot es mou, tras una intervención de la tertuliana Pilar Rahola comentando que "no nos basta con reivindicar presos, exiliados ... la bandera catalana también es que funcionen los médicos", Helena García Melero respondió que "esto que estamos viviendo, estos sectores sociales, troncales, estructurales, en todo caso deben ir de la mano de la República". "Sin ellos no hay país, eh!".

## Libros
- Cuina sense recepta (2005)